# Tendenz zur Mitte
Die Tendenz zur Mitte (selten Mittelwertorientierung oder zentrale Tendenz, englisch Error of central tendency) ist in der empirischen Sozialforschung die Tendenz von Befragten, bei mehrstufigen Skalen (z. B. Likert-Skalen) eher die mittleren Skalenpunkte auszuwählen als die Extrema. Die Tendenz zur Mitte verringert die analysierbare Varianz und schmälert so den Nutzen mehrteiliger Skalen für die Messung in den Sozialwissenschaften. Sie zählt zu den systematischen Messfehlern.
Die Tendenz zur Mitte gehört zu den Antworttendenzen (englisch Response Errors). Ihr Ausmaß hängt von der Gestaltung des Fragebogens, dem Gegenstand der Befragung und den persönlichen Eigenschaften befragter Personen ab.
Eine Möglichkeit, die Tendenz zur Mitte auszuschließen, ist eine gerade Anzahl wählbarer Skalenwerte. Somit muss ein Teilnehmer, wenn auch in geringem Maße, eine Wertung hinsichtlich positiver oder negativer Richtung geben und kann nicht die absolute Mitte wählen. Es handelt sich dann um ein Forced-Choice-Format.